# Lee Eun-sang
Pour les articles homonymes, voir Lee.
Lee Eun-sang (en hangeul : 이은상, 22 octobre 1903 - 18 septembre 1982) est un poète et historien sud-coréen connu pour ses poèmes à forme fixe (sijo). 

## Biographie
Lee Eun-sang est né le 22 octobre 1903 à Masan dans la province de Gyeongsang du Sud. En 1918, il sort diplômé du lycée Changsin que son propre père avait construit, et en 1923, il entre dans le département des arts à l'université Yonhui, aujourd'hui connue sous le nom d'université Yonsei. Il quitte l'université en 1923. Il part alors travailler à l'école Changshin en tant que professeur avant de s'inscrire en 1925 à l'université Waseda au Japon, se spécialisant en histoire. Il a ensuite travaillé à l'université des femmes Ewha en tant que professeur de 1931 à 1932. Après cela, il a travaillé pour les quotidiens Dong-a Ilbo et Chosun Ilbo. 
En 1942, soupçonné d'être impliqué dans « l'affaire de l'Académie de langues de Chosun » (조선어 학회 사건, Joseoneo hakhoe sageon), il est arrêté et conduit en prison. Il n'est libéré que l'année suivante. En 1945, il a été également placé en détention en tant que délinquant politique au poste de police de Gwangyang. Il fut finalement libéré au moment de la Libération de la Corée en 1945. 
Après la fin de l'occupation japonaise, il a commencé à enseigner à l'université Cheonggu, à l'université nationale de Séoul, et à l'université Yeungnam. En 1954, il a été invité à rejoindre l'Académie coréenne des Arts, et, en 1978, il y obtient le statut de membre à vie. Il a été président du Comité de mémoire pour l'amiral Yi Sun-sin, membre de l'Association alpiniste de la Corée, de l'Association coréenne pour la préservation de la culture, tout en écrivant régulièrement dans les journaux sur l'histoire des mouvements d'indépendance en Corée. Il décède en 1982. 

## Œuvre
Pendant son enfance, il jouait régulièrement avec ses amis près d'une rivière à côté de sa maison située sur la colline du Mont Nobi (Nobisan). À chaque retour à Masan, il se rendait près de cette source, car cela lui rappelait son enfance. Les poèmes Sur l'ancienne colline d'enfance (Yetdongsane olla) et La symphonie du printemps (Bomui gyohyanggok) représentent ces journées qu'il passait enfant au pied de la colline de Nobisan. En 1921, son poème Flot de sang (Hyeoljo) a été publié pour la première fois dans la revue Ahsung sous le nom de plume de Du-u-seong. 
Lee Eun-sang a peu à peu gagné la réputation d'un poète qui a su donner une nouvelle forme moderne au sijo traditionnel. La plupart de ses œuvres ont été recomposées en chansons. Nosan Sijojip, son premier recueil de poésie, a été publié en 1932. Les œuvres de cette période sont caractérisées par le mal du pays, le sentimentalisme et le culte de la nature.
En raison du lyrisme de ses poèmes, notamment La jeune fille printemps (Bomcheonyeo) et  Je voudrais y aller (Gagopa), et en raison de sa recomposition du format sijo en une forme d'écriture plus moderne, il est tenu pour l'un des poètes les plus importants concernant la renaissance du sijo moderne. 
L'Institut coréen de traduction littéraire (LTI of Korea) résume son travail de cette manière : 
Lee Eun-sang est un poète remarquable pour son style qui n'a cessé d'évoluer en fonction de son expérience. Sa carrière se décompose en plusieurs étapes distinctes. Il y a d'abord la période de ses débuts littéraires en 1923 : ses œuvres poétiques étaient alors presque entièrement composées avec des vers libres à la métrique libre. Il a également publié des essais critiques sur des poètes occidentaux comme Walt Whitman et Alfred Tennyson. Ce n'est que plus tard qu'il a commencé à développer un intérêt passionné pour la forme sijo, un genre poétique traditionnel coréen inventé pendant la dynastie Goryeo à la fin du XIIIe et au début du XIVe siècle. Ce genre implique généralement l'arrangement systématique de trois ou quatre vers, eux-mêmes composés de trois ou quatre mots chacun. Dans les cinq cents années qui ont suivi son invention, le sijo est resté la forme prosodique la plus populaire en Corée, mais ce style avait perdu de sa popularité au début du XXe siècle.
Au milieu des années 1920, le poète Yi Byeong-gi a commencé à vouloir préserver et faire revivre cette forme du sijo. C'est ainsi que Lee Eun-sang s'est décidé à participer à cet effort et s'est joint à ce dernier dans l'écriture de nouveaux sijo. Les deux poètes ont publié de nombreux essais critiques soutenant cette forme et appelant à la modernisation de son écriture. Cependant, les poèmes des deux poètes étaient nettement différents dans leur style et dans leur approche. Alors que les innovations techniques de Yi Byeong-gi ont provoqué l'allongement des versets, Lee Eun-sang a plutôt cherché à les condenser. Cette caractéristique a entraîné l'écriture de plusieurs œuvres originales au format court qui restent extrêmement dynamiques de par leur portée sémantique. Lee Eun-sang a continué à créer de nouvelles formes  qu'il appelait lui-même « Yangjangsijo », composés avec des changements de strophes et un rythme plus épuré. Plusieurs de ses poèmes dans le style « Yangjangsijo », comme Je voudrais y aller (Gagopa), La nuit du temple de Seongbul (Seongbulsa-ui Bam) et  Sur l'ancienne colline d'enfance (Yetdongsane Olla) ont été convertis en chansons, ce qui permit la popularisation du sijo.
Après la guerre de Corée, le poète a commencé à s'intéresser à l'histoire, éléments qu'il a intégré dans ses œuvres littéraires. Les poèmes de cette nouvelle période reflètent davantage la conscience sociale et politique de l'auteur ; on trouve ainsi des sujets tels que la douleur de la division nationale, les souvenirs des patriotes, et la glorification de la nation coréenne.